# Rosalie (singolo)
Rosalie è un brano musicale rap interpretato dal rapper svizzero Bligg, scritto da Roman Camenzind, Marco Bliggensdorfer, Fred Herrmann e Walter Alder.
La canzone presenta un venditore di rose, molto affascinante, che cerca di vendere i suoi prodotti ammaliando le ragazze.
Il brano, pubblicato come singolo nel 2008, il 26 ottobre di quell'anno era al 21º posto della Hitparade svizzera, mentre nelle settimane del 15 febbraio 2009 e dell'8 marzo 2009 si è piazzata al quinto posto.